# Camboriú
Camboriú é um município do estado de Santa Catarina, no Brasil. Localiza-se a uma latitude 27º01'31" sul e a uma longitude 48º39'16" oeste, estando a uma altitude de oito metros. Sua população em 2022 é de 103.074 habitantes. Possui uma área de 214,5 km².

## Topônimo

Do tupi: kamburi, robalo (espécie de peixe), e 'y, rio. Ambos os termos estão em relação genitiva, o que dá a ideia de origem, pertencimento, e enseja a inversão dos termos (conforme indicam as setas).

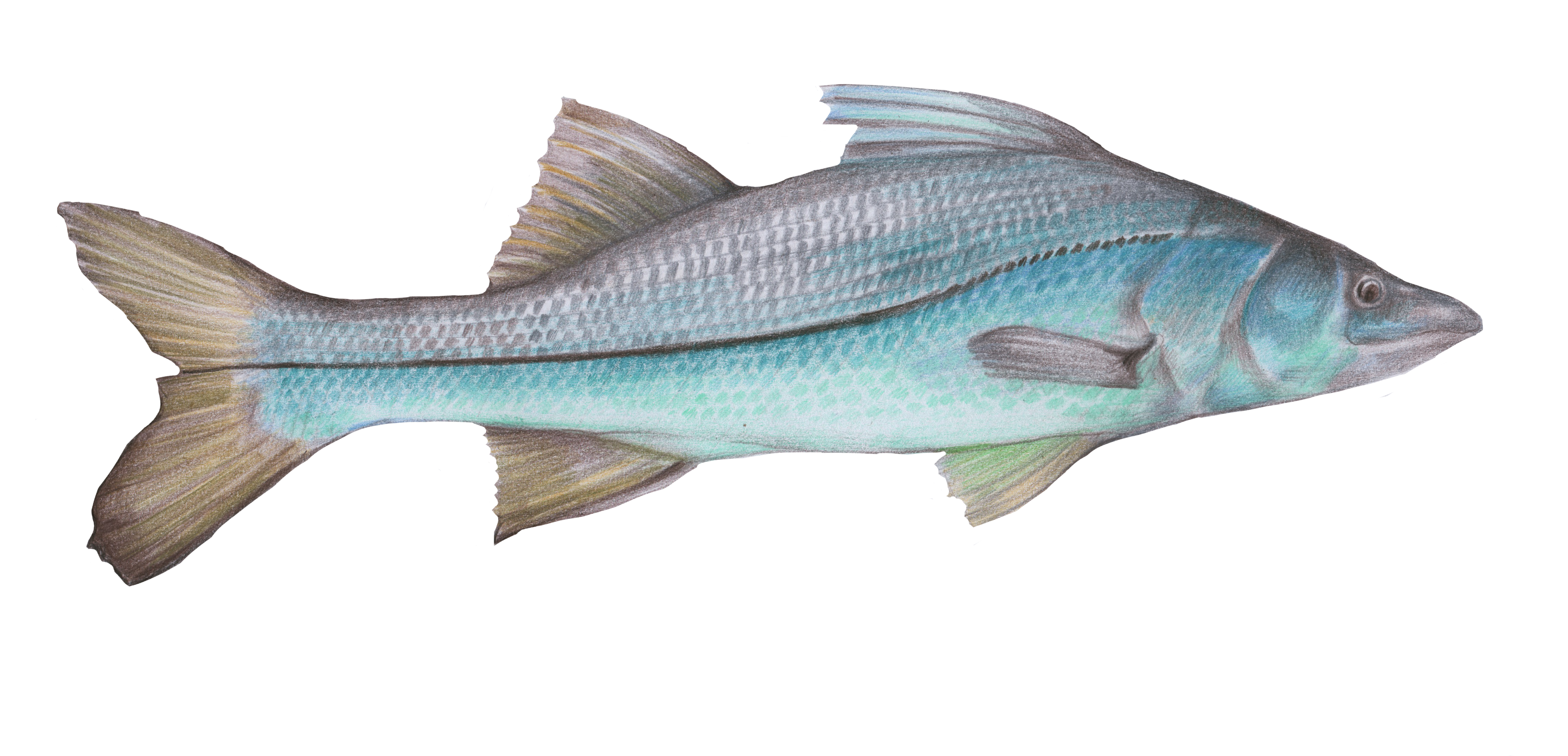
Desenho de um Robalo-branco, ou, em tupi, kamburi.

O topônimo "Camboriú" é uma referência ao Rio Camboriú. É um nome com origem na língua tupi que significa "rio dos robalos", através da junção de kamuri ou kamburi (robalo) e  'y (rio). Outra hipótese é a de que a origem indígena inspira-se no relevo da Pedra Branca, morro que lembra um seio de mulher e que é visível de diversos pontos do município. De acordo com Patrianova, em seu Pequeno livro, Cambu, significa mamar e Ryry, que é igual a Ruru e que é igual a Riú, significam recipiente de mamar, ou seja, seio.

## História

### Ocupação Pré-cabraliana
Até o século XVI, a região era ocupada pelos índios carijós, os quais foram escravizados em massa pelos moradores de São Vicente. O  primeiro  colono  de origem europeia,  foi Baltazhar Pinto Corrêa, natural de Lamego. Conforme croqui de sua sesmaria, aportou no Canto Norte da Praia - que até hoje leva seu nome: Praia do Corrêa. Ele assentou seus primeiros colonos,  onde hoje é o bairro da Barra, atualmente pertencente a Balneário Camboriú, e lá fundaram o Arraial de Nossa Senhora do Bom Sucesso. Construíram também a capela Santo Amaro, existente até hoje. Outros colonos ocuparam o Canto da Praia e Praia Brava, conforme o documento de sesmaria, por isso esse bairro se chama  Bairro  Vila dos Pioneiros, também no município vizinho. Em busca de terras férteis, o vale do Rio Camboriú foi aos poucos sendo ocupado, formando povoados como o São Francisco (também chamado de Barranco), e a Vila Garcia.

### Período Imperial (Monarquia Brasileira)
Camboriú foi emancipada de Itajaí em 5 de abril de 1884, elevando-se à categoria de vila. A sede do município, localizada na Barra, logo foi transferida à Vila do Garcia, devido ao seu vertiginoso desenvolvimento, onde hoje está o atual centro da cidade e principal núcleo populacional do município.

### Do Golpe Republicano até os dias atuais
A economia da cidade, na primeira metade do século XX, desenvolvia-se com relativo vigor, em virtude da exploração de mármore e granito, onde suas jazidas eram abundantes; e da cultura do café, levando Camboriú a líder estadual de produção dessas duas atividades. A agricultura era principal fonte de renda, contando ainda com culturas do arroz, milho, aipim, trigo, feijão, banana, cana-de-açúcar e hortaliças, além da pesca e a pecuária.
A partir da década de 1950, com a decadência da cultura cafeeira devido a adversidades climáticas, onde a cada inverno safras se perdiam com as geadas, Camboriú descobriu uma grande "mina de ouro": o mar. A pesca já era importante fonte de renda da cidade desde seus primórdios, mas o turismo começava a ser descoberto. Alemães e descendentes vindos da região do Vale do Itajaí já utilizavam a Praia de Camboriú para o lazer e lá construíram imponentes casas de veraneio em estilo enxaimel e germânico (algumas ainda remanescentes, quase todas deram lugar a espigões de concreto armado), e passaram o hábito do banho de mar ao povo local, que antes apenas se banhavam para fins medicinais. Com o primeiro panfleto turístico com fins de divulgação deste balneário, o bairro da praia logo receberia visitantes de todo o Estado e posteriormente de outros, desenvolvendo-se rapidamente, até se tornar Distrito.
Mas, no ano de 1952, o grande crescimento, o boom do turismo e  o do setor imobiliário levaram um vereador a apresentar um projeto de lei visando à emancipação do Distrito da Praia de Camboriú. Tão desenvolvido estava o distrito que dali era a maior representação da Câmara Municipal. Após várias discussões e manifestações, em 20 de julho de 1964 o projeto foi aprovado e naquele momento se emancipava e se fundava o município de Balneário Camboriú.
A partir daí, a cidade parou no tempo. Para agravar o quadro, a Comarca de Camboriú se transfere para o novo município, construindo lá seu fórum. Em 1970, outro fator negativo: foi inaugurada a BR-101, asfaltada e por um caminho mais rápido e seguro, passando longe da cidade, já que a antiga estrada cortava a cidade e escoava a produção agrícola e, principalmente, da mineração. Falando na mineração, as jazidas de granito e mármore, outrora abundantes, que lhe concederam o título de "Capital do Mármore", entrava em plena decadência, até o esgotamento das grandes jazidas. A partir daí, a cidade sobreviveu do que restava das pedreiras, da cerâmica de telhas e da agricultura.
No final dos anos 1980, a cidade, que estava com aparência de "cidade-fantasma", despertou. O elevado custo de vida do município vizinho fazia com que os novos moradores viessem a se instalar na cidade. Surgiram novos bairros como o Monte Alegre, Tabuleiro e Areias, antes bairros rurais. A industrialização surge também, com a criação dos distritos industriais do Cedro e do Tabuleiro, fazendo a cidade voltar a respirar.
Em 1993, foi lançado o Turismo Ecológico-Rural em Camboriú. Favorecido por florestas de Mata Atlântica, cachoeiras, trilhas e montanhas, o município passa a dar valor à essas riquezas. Donos de fazendas do interior da cidade transformam suas propriedades em hotéis-fazenda e pesque-pague, criando grandes opções de lazer. Em 1995, foi inaugurado o Hospital Edvirges Bernardes, atual Fundação Hospitalar de Camboriú São Francisco, ainda único hospital da cidade. Em 1996, Camboriú ganhou o selo de cidade de grande potencial turístico pela Embratur. E, em 2000, a cidade voltou a ter sua comarca judicial e seu fórum instalado.
Nos últimos dez anos, ocorreu uma explosão demográfica na cidade. Novos loteamentos surgiram, alguns sem infraestrutura básica como água e saneamento, causando grande impacto ambiental. O Rio Camboriú e seus afluentes passaram a sofrer com a poluição e degradação de seus mananciais e surgiram favelas. A população em 1996 era de aproximadamente 35.000 e, em 2006, passava dos 50.000, exigindo do poder público investimentos mais pesados para manter a qualidade de vida da cidade, abalada também pelo aumento da criminalidade. A pacata cidadezinha ganhou outros ares por conta do progresso.
Recentemente, foram apresentados projetos de saneamento da cidade, os serviços de água e esgoto foram municipalizados. Foi criada uma comissão para controle de degradação ambiental e ocupação irregular (CUIDA), as ruas centrais ganharam asfalto e reurbanizadas e está previsto para breve o novo Plano Diretor Municipal. E, na área turística, está sendo implantado, nas proximidades do bairro do Barranco, um condomínio de alto padrão com campo de golfe de padrão internacional.

## Geografia
Camboriú situa-se a oito metros do nível do mar. Sua rede hidrográfica constitui-se da bacia do Rio Camboriú, que corta o município e o abastece com água potável. Suas nascentes estão no extremo sul do município. De lá, corre por quarenta quilômetros até desembocar no mar, em Balneário Camboriú. Seus principais afluentes são os rios: Peroba, Pequeno, do Braço, dos Macacos e Canoas. Conta ainda com o Rio do Meio, este fazendo parte da bacia do rio Itajaí-Açu.
Seu relevo é de planície fluvial no centro, cercado por montanhas e trechos de relevo ondulado. Seu ponto culminante é a Pedra da Gurita ou o Pico da Pedra, situado no Morro da Congonha e cuja altitude é de 720 metros. Deste ponto, muito procurado por montanhistas e adoradores da natureza, se tem vista para todo o município e região. Foi um ponto estratégico durante a Segunda Guerra Mundial, visto ser ponto de observação da Força Expedicionária Brasileira.
Sua vegetação constitui-se da Mata Atlântica na maior parte, além de mangues no Rio Camboriú, pântanos e vegetações arbustivas.
O solo álico possui baixa fertilidade, com altos teores de alumínio e baixos teores de bases trocáveis, de textura argilosa e média/argilosa, em muitos casos com cascalho. Normalmente, a argila é de atividade baixa e o solo apresenta viabilidade no manejo da terra, com restrições em determinadas extensões.

### Clima
O clima é considerado ameno e na classificação de Köppen é do tipo Cfa (mesotérmico úmido com verões quentes). No verão, embora quente, suas temperaturas dificilmente alcançam os 35 °C e sua média é de 25 °C. No inverno, a temperatura média é de, aproximadamente, 15 °C, mas as mínimas nas madrugadas mais frias podem atingir valores abaixo de 10 °C. A média anual é 20 °C. O clima é geralmente úmido, com média de chuvas anual de 1 600 mm, sem estação seca definida (o seu regime pluviométrico é característico do clima do tipo subtropical úmido). Eventuais enchentes e estiagens atingem a cidade, prejudicando sua economia e a população.
Segundo dados do Instituto Nacional de Meteorologia (INMET), referentes ao período de 1961 a 1983 (até 31 de julho), a menor temperatura registrada em Camboriú foi de 0,1 °C em 12 de julho de 1965 e a maior atingiu 39,2 °C em 11 de fevereiro de 1973. O maior acumulado de precipitação em 24 horas foi de 157,6 milímetros (mm) em 7 de julho de 1983. Outros acumulados iguais ou superiores a 100 mm foram: 133,8 mm em 7 de janeiro de 1983, 130 mm em 7 de maio de 1966, 116,2 mm em 8 de janeiro de 1966, 116,1 mm em 24 de dezembro de 1971, 115,7 mm em 24 de julho de 1973, 107,6 mm em 7 de abril de 1966 e 104 mm em 6 de julho de 1983. O menor índice de umidade relativa do ar foi registrado em 14 de novembro de 1974, de 33%.
| Dados climatológicos para Camboriú                                                                                               | Dados climatológicos para Camboriú | Dados climatológicos para Camboriú | Dados climatológicos para Camboriú | Dados climatológicos para Camboriú | Dados climatológicos para Camboriú | Dados climatológicos para Camboriú | Dados climatológicos para Camboriú | Dados climatológicos para Camboriú | Dados climatológicos para Camboriú | Dados climatológicos para Camboriú | Dados climatológicos para Camboriú | Dados climatológicos para Camboriú | Dados climatológicos para Camboriú |
| Mês | Jan                                | Fev                                | Mar                                | Abr                                | Mai                                | Jun                                | Jul                                | Ago                                | Set                                | Out                                | Nov                                | Dez                                | Ano                                |
| --- | ---------------------------------- | ---------------------------------- | ---------------------------------- | ---------------------------------- | ---------------------------------- | ---------------------------------- | ---------------------------------- | ---------------------------------- | ---------------------------------- | ---------------------------------- | ---------------------------------- | ---------------------------------- | ---------------------------------- |
| Temperatura máxima recorde (°C)                                                                                                  | 38                                 | 39,2                               | 35,2                               | 35                                 | 31                                 | 29,6                               | 29,4                               | 30,6                               | 30                                 | 31,5                               | 36                                 | 36,4                               | 39,2                               |
| Temperatura máxima média (°C) | 28,7                               | 28,9                               | 28,3                               | 26,1                               | 23,9                               | 22                                 | 21,2                               | 21,5                               | 22,1                               | 23,4                               | 25,3                               | 27,3                               | 24,9                               |
| Temperatura média (°C) | 23,5                               | 23,8                               | 23,1                               | 20,6                               | 17,9                               | 16                                 | 15                                 | 15,7                               | 17                                 | 18,8                               | 20,5                               | 22,3                               | 19,5                               |
| Temperatura mínima média (°C) | 19,4                               | 19,7                               | 18,8                               | 16                                 | 13,1                               | 11,2                               | 10,2                               | 11,1                               | 13,2                               | 15                                 | 16,4                               | 18,1                               | 15,2                               |
| Temperatura mínima recorde (°C)                                                                                                  | 12                                 | 13,8                               | 7,4                                | 4,6                                | 1,2                                | 0,3                                | 0,1                                | 0,2                                | 2,4                                | 5,2                                | 6,6                                | 10,2                               | 0,1                                |
| Precipitação (mm) | 267,3                              | 201,9                              | 161,3                              | 121,3                              | 113                                | 93,4                               | 116,2                              | 76,5                               | 154,4                              | 158,7                              | 157,3                              | 177,6                              | 1 798,9                            |
| Umidade relativa (%) | 85                                 | 86                                 | 87                                 | 87                                 | 88                                 | 88                                 | 88                                 | 88                                 | 88                                 | 86                                 | 85                                 | 84                                 | 87                                 |
| Insolação (h) | 143                                | 135                                | 133                                | 134                                | 150                                | 127                                | 126                                | 97                                 | 80                                 | 106                                | 128                                | 146                                | 1 505                              |
| Fonte: Empresa Brasileira de Pesquisa Agropecuária (EMBRAPA) (médias climatológicas: 1976-2005) e Jornal do Tempo (precipitação) |                                    |                                    |                                    |                                    |                                    |                                    |                                    |                                    |                                    |                                    |                                    |                                    |                                    |
| Fonte 2: Instituto Nacional de Meteorologia (INMET) (recordes de temperatura: 01/01/1961 a 31/07/1983)                           |                                    |                                    |                                    |                                    |                                    |                                    |                                    |                                    |                                    |                                    |                                    |                                    |                                    |

## Bairros
| Bairros oficiais | |
| Zona             | Bairros                                                                                              |
| Central          | Centro • Cedro • Areias • Lidia Duarte                                                               |
| Leste            | Rio Pequeno • São Francisco de Assis (Barranco) • Japão • Areial (divisa com Itapema)                |
| Sul              | Morretes • Macacos • Braço • Caetés • Braço dos Macacos • Santa Luzia • Limeira (divisa com Brusque) |
| Oeste            | Santa Regina • Rio do Meio                                                                           |
| Norte            | Monte Alegre • Conde Vila Verde • Tabuleiro • Várzea do Ranchinho                                    |

O município é constituído pelo Distrito-Sede e Distrito do Monte Alegre.

## Estrutura

### Transporte
Transporte Coletivo Municipal
Possui sistema não integrado de transporte municipal (sem terminais), operado pela Camboriú Transporte e Turismo Ltda. – CTT (antiga Cia. Turismo Camboriú), pertencente a Viação Praiana Ltda..
Transporte Coletivo Intermunicipal
Camboriú não possui Terminal Rodoviário.
As empresas que operam atualmente são: Auto Viação Catarinense Ltda., Viação Praiana Ltda., Camboriú Transporte e Turismo Ltda. – CTT.

## Economia
Suas principais atividades econômicas são: comércio, indústria, agropecuária, mineração de granito e mármore, turismo ecológico e rural.
A atividade agrícola predominante é o cultivo de arroz irrigado. Conta também com a produção de milho, frutas, hortaliças, feijão e aipim e outras com menor representatividade.
Na pecuária, há criação de gados bovino, suínos, caprinos, ovinos e aves, tanto de corte tanto para produção de ovos. As propriedades rurais são constituídas de minifúndios (pequenas propriedades), a grande maioria, familiar. Completam-se as plantações de pinus e eucaliptos para o setor madeireiro.
Na mineração, além das pedreiras, Camboriú dispõe ainda de reservas de argila para cerâmica. Possui também fontes de água mineral.
A indústria constitui-se das cerâmicas para produção de telhas e tijolos, madeireira, metalúrgica, concreteiras, móveis e têxteis (confecção).

## Educação

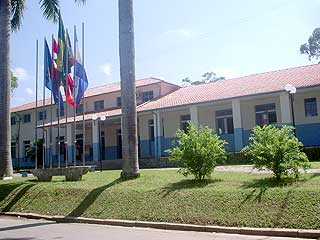

Existem cinco colégios com ensino médio em Camboriú: o Instituto Federal Catarinense (ex Colégio Agrícola de Camboriú), o José Arantes, também o Mário Garcia, Alcuíno Gonçalo Vieira e Maria Terezinha Garcia, sendo os quatro últimos estaduais.

## Politica
A prefeitura de Camboriú localiza-se no calçadão da Rua Getúlio Vargas, e há cerca de 15 vereadores e 12 secretarias.

## Cultura e lazer

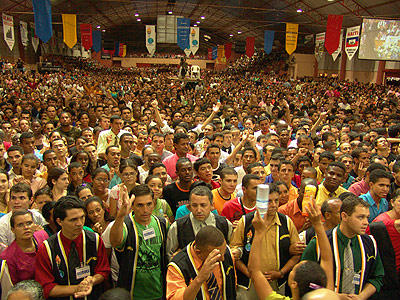
Um dos maiores eventos religiosos do País:Gideões- Ginásio Irineu Bornhausen

Fundada por colonos portugueses e açorianos, tem, na sua cultura, a herança desses povoadores e colonos. Um exemplo disso é a Festa do Divino Espírito Santo, realizada em maio/junho e um dos principais eventos da cidade, com cortejo do casal imperador e imperatriz. Em suas vésperas, tem o cortejo da bandeira do Divino, onde vários moradores recebem-no com a bandeira e são deixadas a eles fitinhas vermelhas. Outros exemplares dessa herança cultural que ainda vivem são: o boi de mamão, o terno de reis, o pau-de-fitas e a farra do boi; além da arquitetura de poucas casas históricas remanescentes e no sotaque dos moradores tradicionais.
Tem, como principais eventos, o Encontro Internacional dos Gideões Missionários da Última Hora realizado nos meses de abril de cada ano, com duração de cerca de dez dias, reunindo cerca de 150.000 pessoas por dia e mobilizando evangélicos de todo o Brasil, que por sinal é o maior encontro de missões do mundo; o Louvor de Verão, encontro católico realizado em janeiro; rodeios em seus CTGs; corridas de motocross de âmbito local, estadual e nacional no Motódromo Lua Cheia; festas juninas em seus colégios e igrejas; além de vários promovidos pela população e pela Prefeitura. Possui, ainda, o Rancho Maria's, onde são realizados shows de bandas e de cantores de sucesso nacional e festas rave, localizados no Rio Pequeno e o Salão do Gustavo, utilizado durante o carnaval, este na localidade do Braço, na zona rural.

### Esportes
O município possui, ainda, um clube de futebol profissional: Camboriú Futebol Clube. Fundado em 11 de abril de 2003, o Camboriú (chamada pelos torcedores de "Cambura"), atualmente, disputa a Divisão Especial do Futebol Catarinense, após a conquista do título da Divisão de Acesso em 2006 (o primeiro conquistado pela equipe profissional do clube). Tem como seu presidente Renato Cruz e fundador Altamir Montibeller. Seus jogos em casa são disputados no Estádio Roberto Santos Garcia, o Robertão, inaugurado em 2001. Em 2007, goleou o Joinville por 5 a 0 fora de casa pela Divisão Especial. Os três maiores artilheiros da história em jogos oficiais são Júnior (04/06), Bruno (5 de junho de 2007) e Diouzer (4 de maio de 2006/07/08) com 13 tentos anotados.
Existe também na cidade O Ginasio de Esportes Irineu Bornhausen, que sedia O Congresso dos Gideões Missionários da Última Hora, além de jogos esportivos como futsal, basquete, voleibol, o Jecam(Jogos escolares de Camboriú) e atualmente lutas de Mma, fora outros eventos.

### Feriados
A cidade possui ao todo cinco feriados fixos e quatro móveis:
| 1° de Janeiro  | Confraternização Universal |
| data móvel     | Carnaval                   |
| data móvel     | Paixão de Cristo           |
| data móvel     | Páscoa                     |
| 5 de abril     | Aniversário de Camboriú    |
| 21 de Abril    | Tiradentes                 |
| 1° de maio     | Dia do Trabalho            |
| data móvel     | Corpus Christi             |
| 7 de Setembro  | Independência do Brasil    |
| 15 de novembro | Proclamação da República   |
| 25 de Dezembro | Natal                      |

## Cidades-irmãs
- Luque, Paraguai (1987)